# مدلین مارتین
مدلین مارتین (انگلیسی: Madeleine Martin؛ زادهٔ ۱۵ آوریل ۱۹۹۳) یک بازیگر سینما، هنرپیشه، و صدا پیشه اهل ایالات متحده آمریکا است. وی از سال ۲۰۰۰ میلادی تاکنون مشغول فعالیت بوده‌است.
از فیلم‌ها یا برنامه‌های تلویزیونی که وی در آن نقش داشته است می‌توان به کالیفرنیکیشن اشاره کرد.